# Dohoda o vládních zakázkách
Dohoda o vládních zakázkách (GPA) je multilaterální dohoda pod záštitou Světové obchodní organizace (WTO), která upravuje zadávání zakázek na zboží a služby veřejnými orgány smluvních stran.
Dohoda byla původně uzavřena v roce 1979 jako Tokijský kodex o vládních zakázkách, který vstoupil v platnost v roce 1981 pod záštitou Všeobecné dohody o clech a obchodu. Poté byla znovu projednávána souběžně s Uruguayským kolem v roce 1994 a tato verze vstoupila v platnost 1. ledna 1996.
Text přijatý v roce 1996 předpokládal, že dojde k následným zlepšením. V prosinci 2006 bylo dosaženo dohody o očekávaných revizích a dohoda byla následně revidována 30. března 2012. Revidovaná GPA vstoupila v platnost 6. července 2014 a pro všechny členy platí od 1. ledna 2021.

## Strany
Následující členové WTO jsou stranami pozměněné dohody z roku 1994:
| Strany | Datum přistoupení |
| --- | ----------------- |
| Evropská unie (Belgie, Dánsko, Finsko, Francie, Irsko, Itálie, Lucembursko, Německo, Nizozemsko, Portugalsko, Rakousko, Řecko, Španělsko a Švédsko) | 1. ledna 1996     |
| Izrael | 1. ledna 1996     |
| Japonsko | 1. ledna 1996     |
| Kanada | 1. ledna 1996     |
| Norsko | 1. ledna 1996     |
| Spojené státy americké | 1. ledna 1996     |
| Švýcarsko | 1. ledna 1996     |
| Nizozemsko (Aruba) | 25. října 1996    |
| Jižní Korea | 1. ledna 1997     |
| Hongkong | 19. června 1997   |
| Lichtenštejnsko | 18. září 1997     |
| Singapur | 20. října 1997    |
| Island | 28. dubna 2001    |
| Evropská unie (Česko, Estonsko, Kypr, Litva, Lotyšsko, Maďarsko, Malta, Polsko, Slovensko a Slovinsko)                                              | 1. května 2004    |
| Evropská unie (Bulharsko a Rumunsko) | 1. ledna 2007     |
| Čínská republika | 15. července 2009 |
| Arménie | 15. září 2011     |
| Evropská unie (Chorvatsko) | 1. července 2013  |
| Černá Hora | 15. července 2015 |
| Nový Zéland | 12. srpna 2015    |
| Ukrajina | 18. května 2016   |
| Moldavsko | 14. června 2016   |
| Austrálie | 5. května 2019    |
| Spojené království | 1. ledna 2021     |
| Severní Makedonie | 30. října 2023    |

### Status pozorovatele
Následující členové WTO získali status pozorovatele, přičemž ti, kteří jsou označeni hvězdičkou (*), vyjednávají o přistoupení: Afghánistán, Albánie*, Argentina, Bahrajn, Bělorusko, Brazílie*, Čína*, Ekvádor, Filipíny, Gruzie*, Chile, Indie, Indonésie, Jordánsko*, Kamerun, Kolumbie, Kostarika*, Kazachstán*, Kyrgyzstán*, Malajsie, Mongolsko, Omán*, Panama, Paraguay, Pákistán, Pobřeží slonoviny, Rusko*, Saúdská Arábie, Seychely, Srí Lanka, Tádžikistán*, Thajsko, Turecko a Vietnam.

## Pokrytí
Zadavatelé vázaní dohodou se v jednotlivých členských státech liší. Každý členský stát má svůj vlastní dodatek 1, který tvoří nedílnou součást dohody, kde je podrobně popsáno, jak se dohoda vztahuje na jejich vnitrostátní činnosti v oblasti zadávání zakázek. Každý dodatek 1 má sedm příloh:
- Příloha 1: subjekty ústřední vlády, na které se vztahuje dohoda
- Příloha 2: subjekty nižší než ústřední vládní instituce, na které se vztahuje dohoda
- Příloha 3: další subjekty, na které se vztahuje dohoda
- Příloha 4: rozsah: zboží
- Příloha 5: rozsah: služby
- Příloha 6: rozsah: stavební služby
- Příloha 7: obecné poznámky[1]

## Členství Spojeného království po brexitu
Spojené království uplatňovalo dohodu jako člen EU od 1. ledna 1996. Po jeho odchodu z EU dne 1. února 2020 zůstala dohoda v platnosti během přechodného období do 1. ledna 2021. Diskuse o pokračování členství Spojeného království byly zahájeny 27. června 2018 a v říjnu 2020 bylo vyzváno, aby se na konci přechodné fáze stalo samostatnou stranou.